# LONELY (ZI:KILLの曲)
「LONELY」（ロンリー）は、1991年3月にリリースされたZI:KILLのメジャーデビューシングルである。発売元は東芝EMI。

## 解説
ZI:KILL初のシングル。カップリングは未収録。
初動売り上げで1.5万枚以上を売り上げ、最終的には4万枚を超えるヒットを記録した。本作はZI:KILLの最大ヒットシングルである。オリコンチャートでは14位にランクインし、ZI:KILLのシングルで最高の順位である。
2週間後にリリースされた3枚目のアルバム『DESERT TOWN』に収録された。ドラムは現・L'Arc〜en〜Cielのyukihiroが担当している。

## 収録曲
1. LONELY [6:06]
  - 作詞:TUSK／作曲:SEIICHI・KEN・TUSK／編曲:ZI:KILL

## 収録作品
- DESERT TOWN（#1）
- DISGRACE-THE BEST（#1）
- BEST BOX（#1）

## 品番
- TODP-2241